# Cilia Sawadogo
Cilia Sawadogo est une cinéaste canado-germano-burkinabé. Elle vit au Canada depuis 1983.

## Biographie
Née en 1965 à Leipzig (Allemagne), d’un père burkinabé et d’une mère allemande, Cilia Sawadogo a vécu d’abord en Allemagne puis au Burkina Faso, avant d'aller étudier au Québec en 1982,. Après avoir obtenu un BA en communication et en cinéma d’animation à l’Université Concordia, elle entreprend une carrière de cinéaste en 1989.
De 1989 à 1994, elle réalise des clips animés pour l’émission pour enfant Sesame Street (CBC/Radio Canada) ainsi que des clips promotionnels pour diverses entreprises. Durant cette période elle tourne trois films indépendants : La Femme mariée à trois hommes, Naissance et L'Arrêt d'autobus.
Entre 1994 et 1999 elle est à l’Office national du film du Canada (ONF), d’abord comme assistante sur le film Jonas et Lisa (Zabelle Coté, Daniel Shorr) et Chauve-souris de Vincent Gauthier. Elle est ensuite réalisatrice de deux courts métrages animés, Le Joueur de cora et Christopher change de nom,.
Depuis 1999, elle est professeur adjoint à l’École de cinéma Mel-Hoppenheim de l’Université Concordia. Elle y a réalisé La Ruse du lièvre (2000) et L'Arbre aux esprits (2005).
Ses œuvres, reconnues internationalement, ont bénéficié de divers workshops et présentations : Bowling Green State University (USA, 2002), Rallye-expos de Vues d’Afrique (2002), Musée des beaux-arts de Montréal (Québec, 2003), ainsi que de nombreuses rétrospectives : 4e Rencontres Internationales du Cinéma d’Animation de Wissembourg (France, 2001), 13e édition du Cinéma Africain de Milan (Italie, 2003), et Journées du Cinéma Africain et Créole (Vues d’Afrique, 2003).
Cilla Sawadogo collabore avec l'UNESCO Kenya en 2004 et en 2005 sur le projet « Africa Animated! » pour la formation de la relève de cinéastes d’animation africain,.
En 2019, elle est l'un des quatre présidents de jury de la 26e édition du Festival panafricain du cinéma et de la télévision de Ouagadougou (FESPACO).

## Filmographie
- 1993 : La Femme mariée à trois hommes, production Animédia / l’Office national du film du Canada Réalisation d’un film d’animation 2D d’une durée de 8 minutes. Animation sur papier/crayons de couleur.
- 1993 : Naissance, production : Planète Films et Productions Grégoire Samsa. Scénarisation : Charles Manigat. Réalisation d’un film d’animation 2D d’une durée de 2 min. Animation sur acétates frostés. Le Projet a bénéficié de l’aide financière de L’Office National du Film du Canada dans le cadre de l’aide artisanale.
- 1994 : L'Arrêt d’autobus, production : Planète Films. Production et réalisation d’un film d’animation 2D d’une durée de 2 min.
- 1996 : Le Joueur de cora, production : Office national du film du Canada. Réalisation d’un film d’animation 2D d’une durée de 7 min. Écriture du scénario et dessin du storyboard, animation, décors et supervision de la postproduction. Le projet est réalisé dans le cadre de la collection Droits au cœur en coproduction avec Cinécom au Burkina Faso.
- 1999 : Christopher change de nom, production : Office national du film du Canada. Réalisation d’un film d’animation 2D assisté par ordinateur d’une durée de 6 minutes. Adaptation du livre d’Itha Sadou, « Christoper Changes his name », réalisation du storyboard, de l’animation, des décors et supervision de la post-production[6].
- 2000 : La Ruse du lièvre, production : Planète Films en collaboration avec l’Université Concordia. Réalisation et production d’un film d’animation 2D en techniques combinées d’une durée de 9 min 45 s.
- 2005 : L'Arbre aux esprits, production : Planète Films en collaboration avec l’Université Concordia. Durée 45 minutes.

## Distinctions
- La Femme mariée à trois hommes
  - Premier prix dans la catégorie « Prix Jeune Afrique » au festival Vues d'Afrique[10]
- Naissance
  - Prix de la création originale au festival Vues d'Afrique[11]
- Cristopher change de nom[6]
  - Prix pour le film ou vidéo court métrage le plus innovatif, Reel to Real International Film Festival for Youth and Families, Vancouver, 2003
  - Prix Silver Chris, Festival international du film et de la vidéo, 2001, Columbus
- Le Joueur de cora[12]
  - Prix UEMOA court métrage au FESPACO 1997
  - Prix du Festival du film de Giffoni pour les 3 volets de la collection Droits au Cœur